# Шевченко Ірина Вікторівна (композиторка)
Ірина Вікторівна Шевченко (до шлюбу Єрьоміна) — українська композиторка, педагогиня, громадська діячка, кандидатка філософії, доцентка, була заступницею декана факультету мистецтв Криворізького педагогічного університету, керувала музично-педагогічним відділом. 
Відома завдяки твору «Криворізький вальс», що наразі є гімном Кривого Рогу. 

## Життєпис
Народилася 9 травня 1960 року, проживала у місті Кривому Розі, Дніпропетровської області. 
З самого дитинства Ірина тягнулася до музики, її мати як музикантка-самоучка це помітила та віддала навчатися до музичної школи №4, що знаходиться на вулиці Матусевича.
Закінчивши дитячу музичну школу №4, вступила на музично-теоретичний відділ Криворізького музичного училища, нині Криворізький обласний ⁣ музичний коледж, де талант майбутньої композиторки помітив викладач-композитор Петро Анатолійович Ладиженський.
Продовжила навчання на композиторському відділенні історико-теоретичного факультету Харківського інституту мистецтв імені І.Котляревського під керівництвом геніального педагога та композитора Валентина Тихоновича Борисова. Її дипломною роботою став твір «Симфонічний диптих», робота була високо оцінена під час виконання на державному іспиті у 1984 році, а у 1986 році твір прозвучав на пленумі Дніпропетровської організації національної Спілки композиторів України.
З 1985 року Ірина Шевченко почала викладацьку діяльність на факультеті мистецтв Криворізького державного педагогічного університету. 
У 2004 році Ірина Шевченко захистила кандидатську дисертацію на тему «Ідея гармонії як принцип людського життєустрою», де чітко описала власний досвід створення творів, власну творчу лабораторію та порівняла з досвідом різних світових композиторів. 
З 2005 року почала обіймати посаду доцента кафедри теорії, історії музики та гри на музичних інструментах. Певний час була заступницею декана факультету.

У 2006 - 2007 роках було надруковано декілька статей з філософії у різних виданнях, які стосувалися проблем "Історичних форм гармонізації людського життя, і "Життєвий світ, як основа ідеї гармоній.

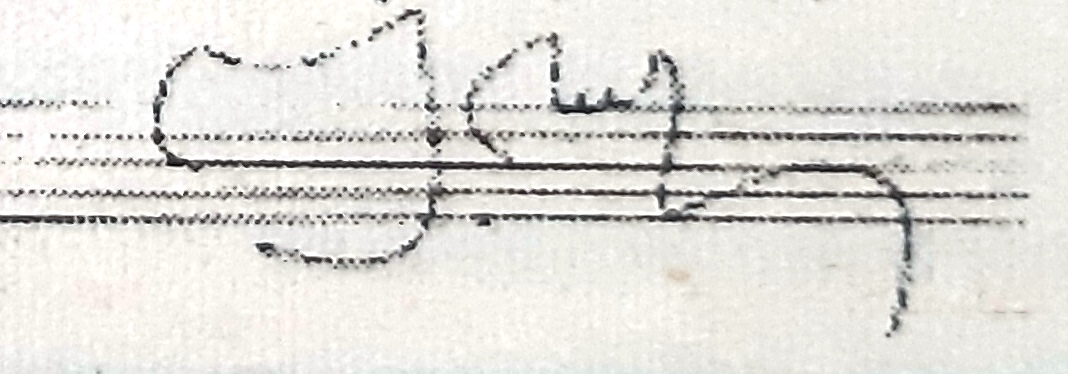
Підпис Ірини Шевченко

Композиторка писала камерну, інструментальну та вокальну музику. Серед низки її творів особливої уваги заслуговує композиція написана для симфонічного оркестру, хору і меццо-сопрано на вірші Дмитра Кедрина — ораторія «Зодчі». Прем'єра відбулася у квітні 1990 року у Дніпрі, а вже через місяць у Кривому Розі.

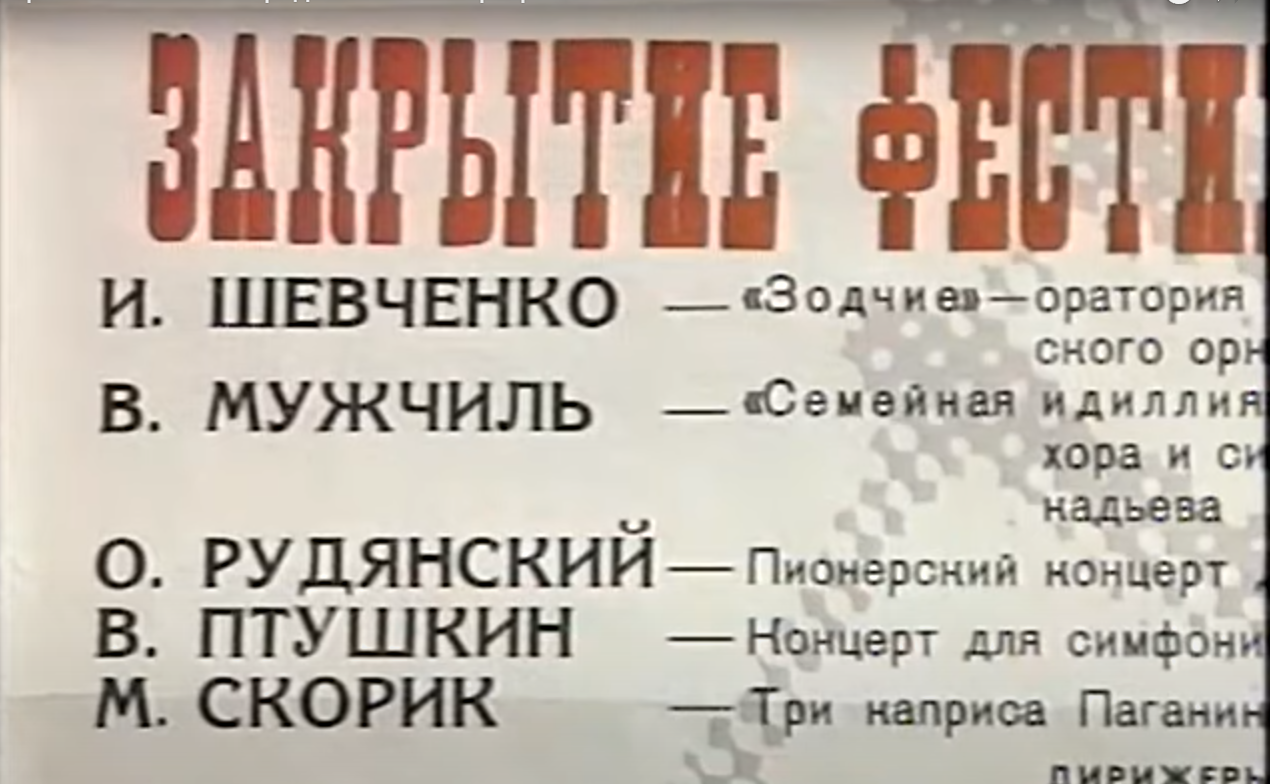
Афіша фестивалю у Дніпрі, де вперше була прем'єра ораторії"Зодчі"
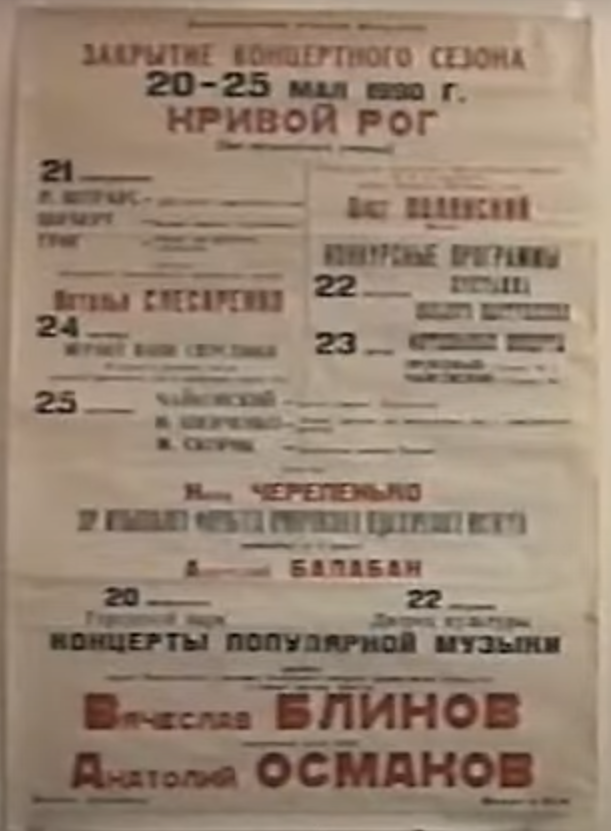
Афіша концерту у Кривому Розі — прем'єра ораторії"Зодчі"

Ірина Шевченко часто писала музику на замовлення – «Гімн обласного педагогічного ліцею», присвячений до святкування ювілею лялькового театру «Марш лялькарів» "У Кривого Рога" Інші.
Її твір для хору «Псалом 50» Визнано кращим твором прем'єрою XI Всеукраїнського хорового конкурсу імені Миколи Леонтовича у 2007 році.
31.серпня 2009 року на 49 році життя серце композиторки, яка подарувала символ міста ще не для одного покоління криворіжців перестало битися. Багато задумів, ідей, творчих та життєвих планів залишилося невиконаними, але її заслуги перед містом завжди будуть відомі кожному криворіжцю.
31.08.2021 року нагрудним знаком "За заслуги перед містом I ступеня" було нагороджено посмертно. Нагороду отримав її чоловік Юрій Васильович Шевченко

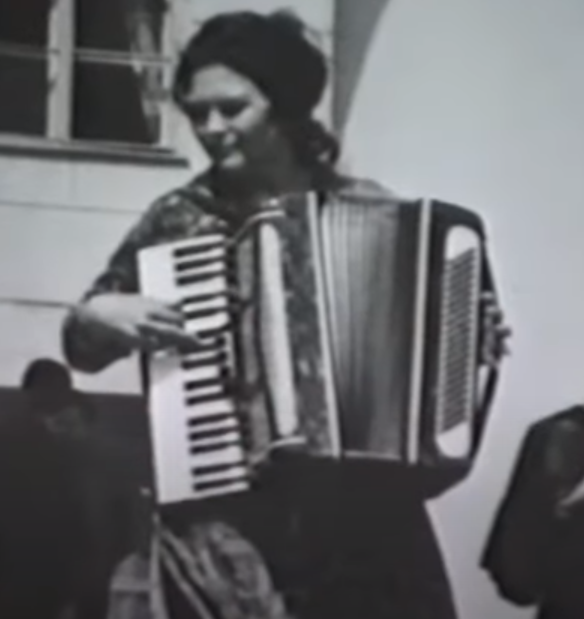
Мама Ірини Вікторівни Шевченко

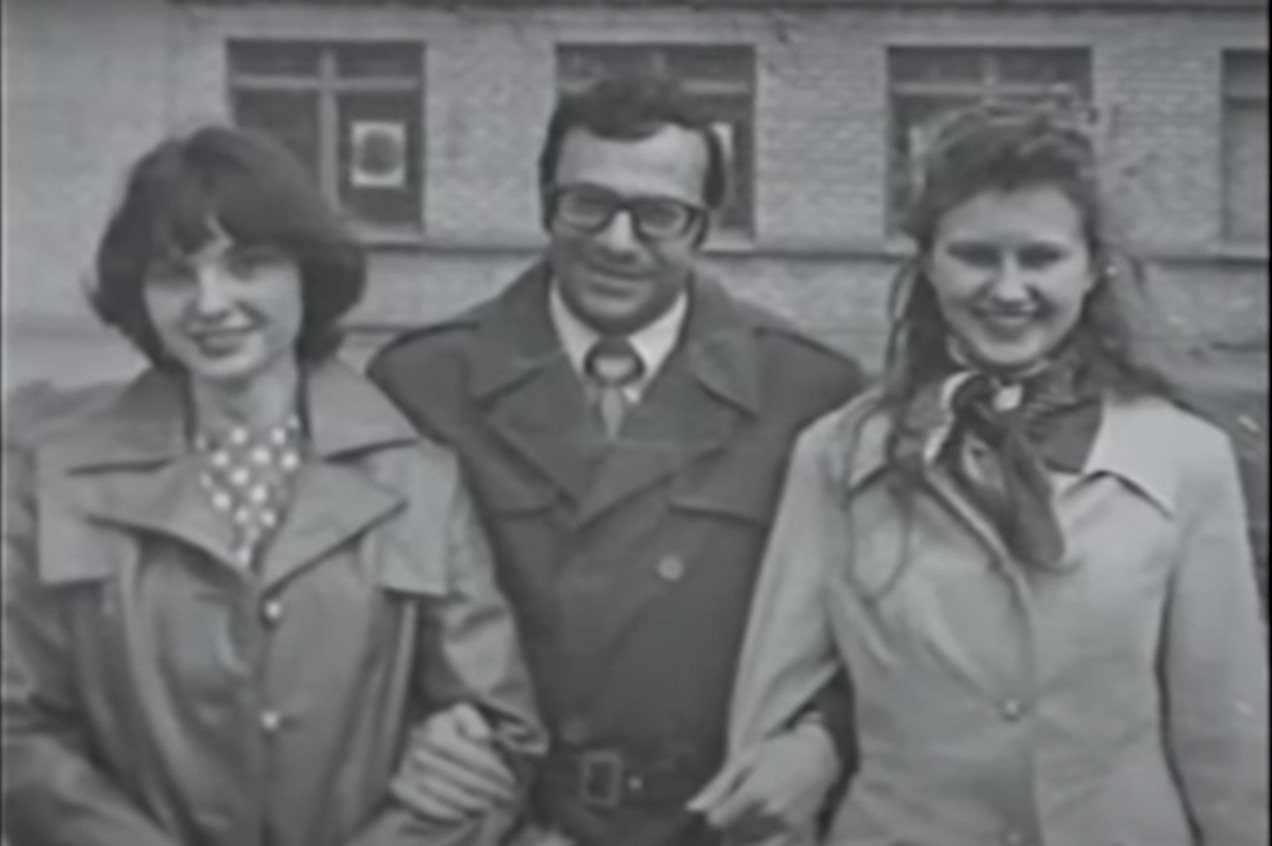
Ірина Вікторівна  викладачем-композитором Петром Ладиженським
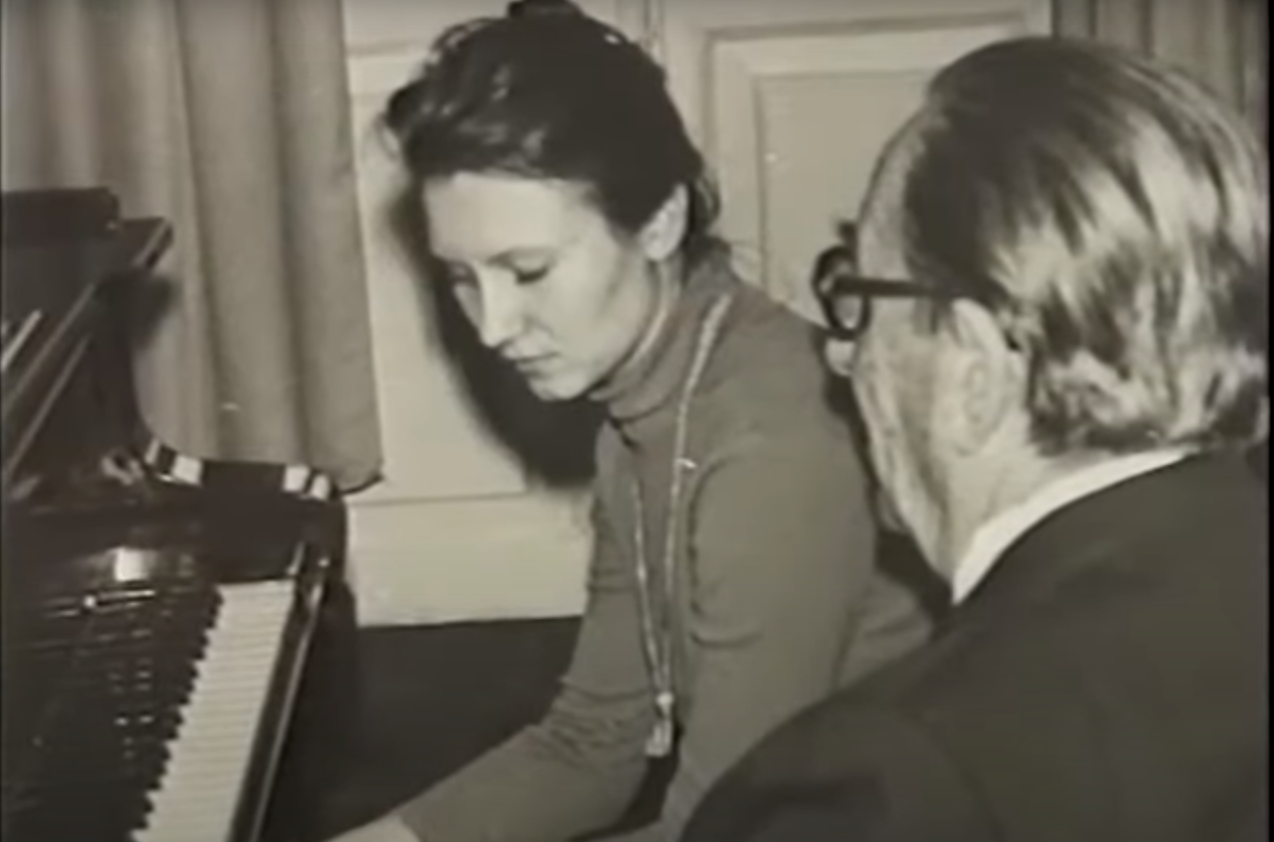
Ірина Вікторівна за роялем з викладачем Харківського інституту мистецтв імені І.Котляревського композитором Валентином Борисовим
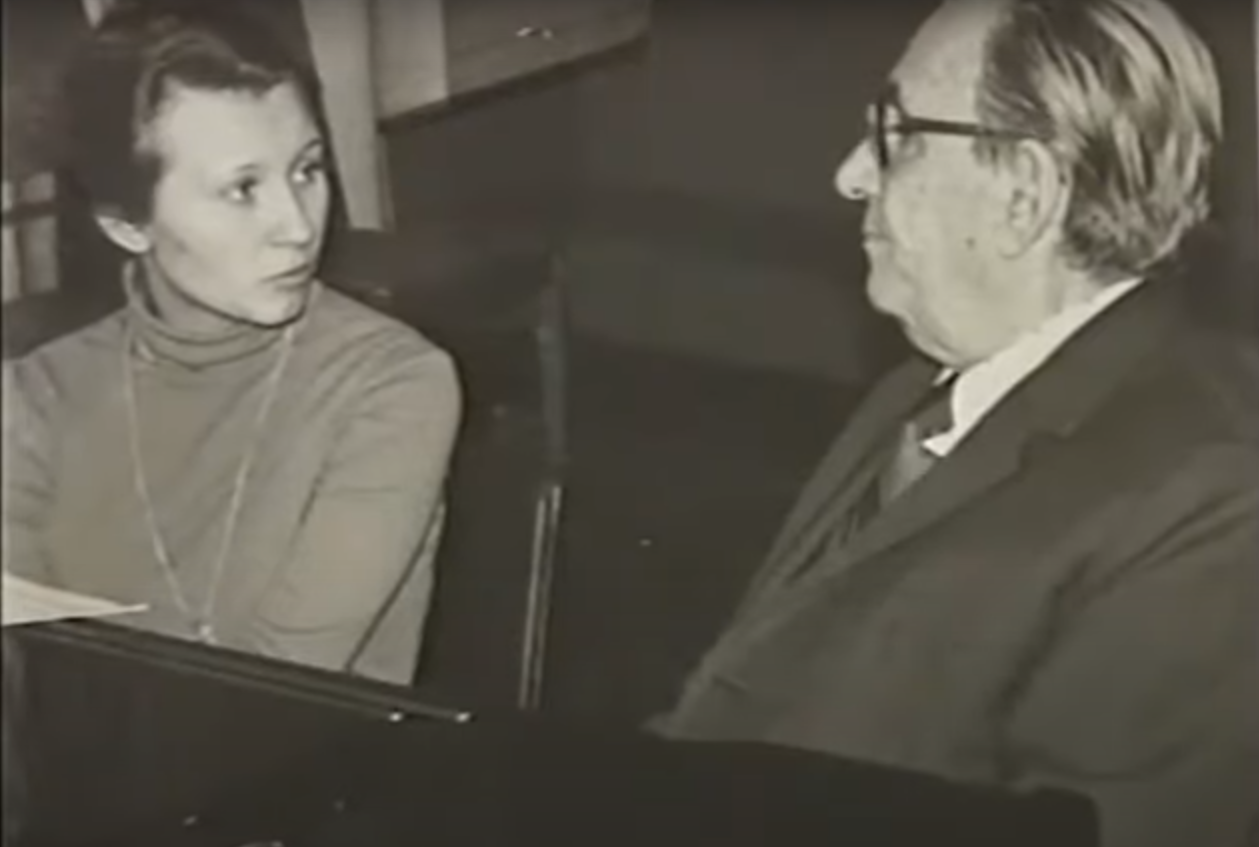
Ірина Вікторівна з викладачем Харківського інституту мистецтв імені І.Котляревського композитором Валентином Борисовим

## Викладання
У 1984 році Ірина Шевченко почала працювати викладачкою на музично-педагогічному факультеті (сьогодні – музично-хореографічне відділення факультету мистецтв). Це стало точкою відліку для майбутніх наукових і творчих досягнень І. В. Шевченко.
Як і належить молодому талановитому спеціалісту, пані Ірина проводила лекційні, практичні й лабораторні заняття з предметів, що викладала – «Теорії музики», «Введення в гармонію», «Гармонії», «Стильової гармонії» тощо.
Далі – виникла потреба в нових напрямках саморозвитку, й Ірина Шевченко вступила до аспірантури КДПУ за спеціальністю 09.00.03 – соціальна філософія та філософія історії.
- У 2002 році Ірина Вікторівна починає завідувати секцією музично-теоретичних дисциплін.
- У 2004 році захистила дисертацію на тему «Ідея гармонії як принцип людського життєустрою».
- У 2005 році завдяки своїм знанням, умінням, досвіду Ірина Вікторівна обійняла посаду заступника декана факультету мистецтв музично-хореографічного відділення. За 24 роки плідної професійної діяльності вона стала носієм кращих традицій і ґрунтовних знань, провідником новаторських ідей.

Чимало ідей залишилися нереалізованими, але ми завжди будемо вдячні Ірині Вікторівні за її спадок – вершини творчості, які подарувало нам її щедре натхнення, непересічний хист і любов до мистецтва музичних гармоній.

Ірина Вікторівна на парі з гармонії в КДПУ
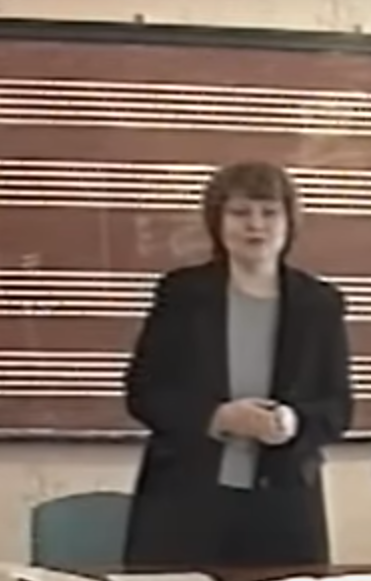
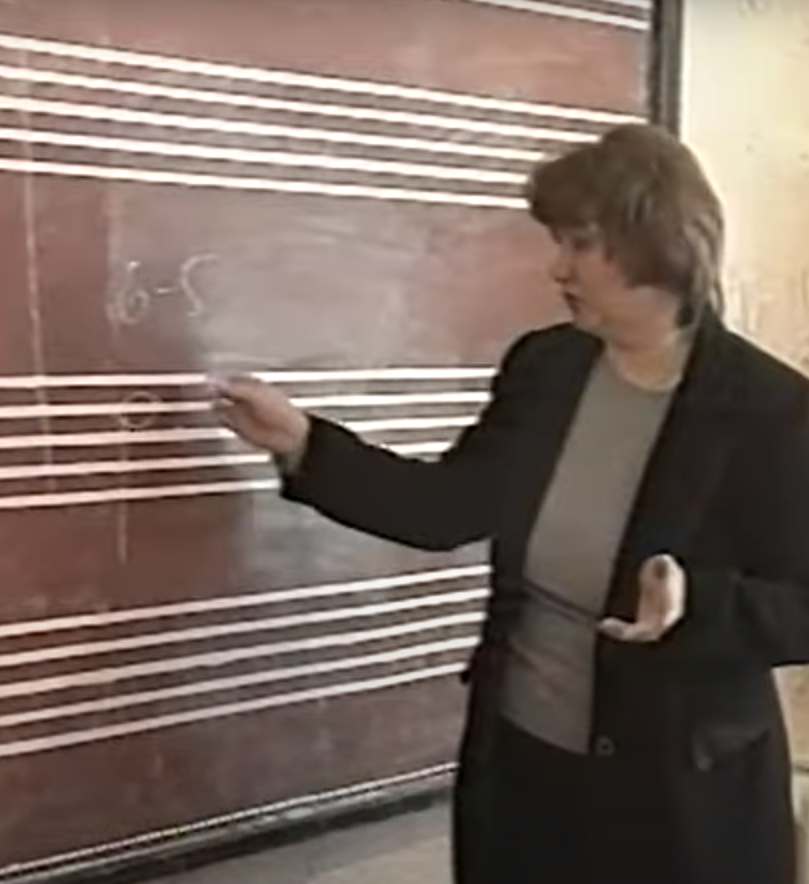
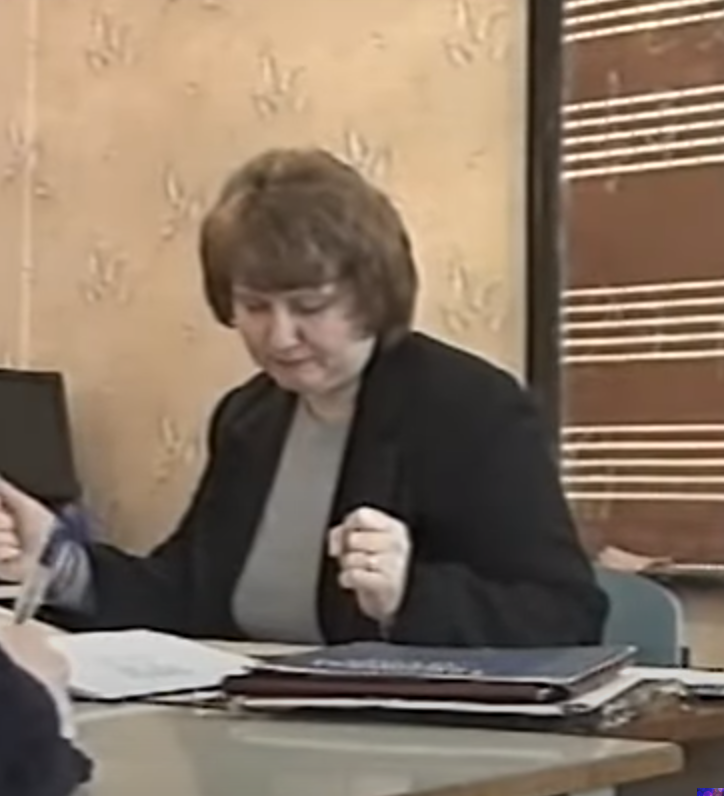
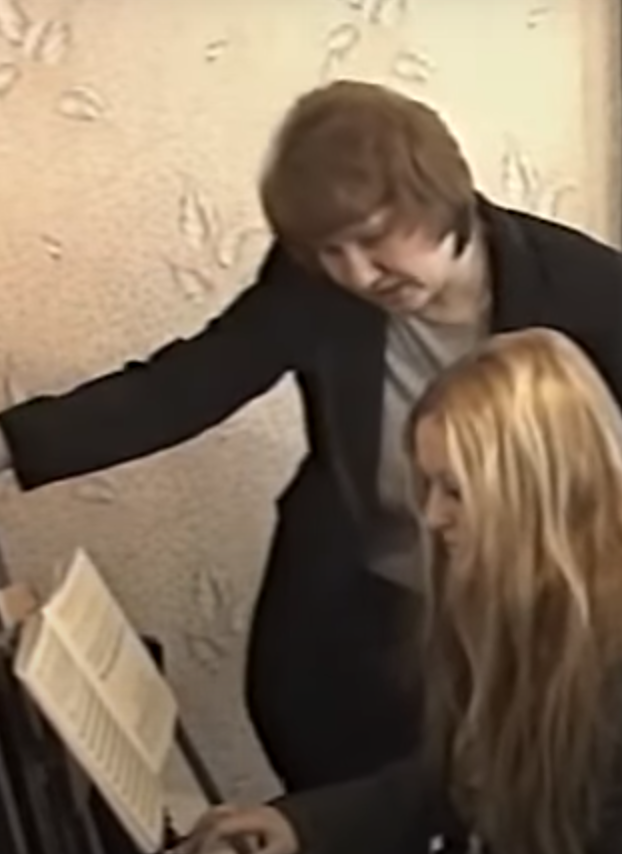

## «Криворізький вальс»
Особливе місце у творчому доробку Ірини Шевченко займає грандіозний твір - «Криворізький вальс», нині відомий як гімн міста Кривий Ріг. 
Історія створення вальсу розпочалася у 2000 році. Пісня повинна була прозвучати під час святкування 225-тої річниці заснування Кривого Рогу. Текст був написаний поетом Віктором Федоровичем Удовенком, який у той час був головним сценаристом свята. За написання музики бралися різні композитори, проте безрезультатно. У той час Ірина Вікторівна Шевченко активно працювала над кандидатською дисертацією і не планувала брати участі в конкурсі. 
Ознайомившись з готовими віршами, завідувачка відділу культури міськвиконкому Тетяна Мізюк запросила Ірину Вікторівну до себе та переконала композиторку взятися за роботу. «Криворізький вальс» став першим вальсом у творчості Ірини Вікторівни.
Музика була написана швидко. Сама Ірина Шевченко сказала, що вся композиція «вилилася від першої ноти і до останньої» за пів години, поки вона їхала додому. Цікавим є факт, що автор віршів — Віктор Удовенко, написав текст за подібний проміжок часу.
У приспіві спочатку звучала така фраза: «Хай летить вона в небо безмежне твоє», проте Ірина Вікторівна запропонувала замінити слово «безмежне» на «високе». Цей варіант і було затверджено.

Вперше «Криворізький вальс» прозвучав у 2000 році на стадіоні «Металург» у виконанні симфонічного оркестру Криворізького театру драми та музичної комедії імені Т. Г. Шевченка, зведеного хору КДПУ й солістів Тетяни Піскарьової та Олександра Скоцеляса.

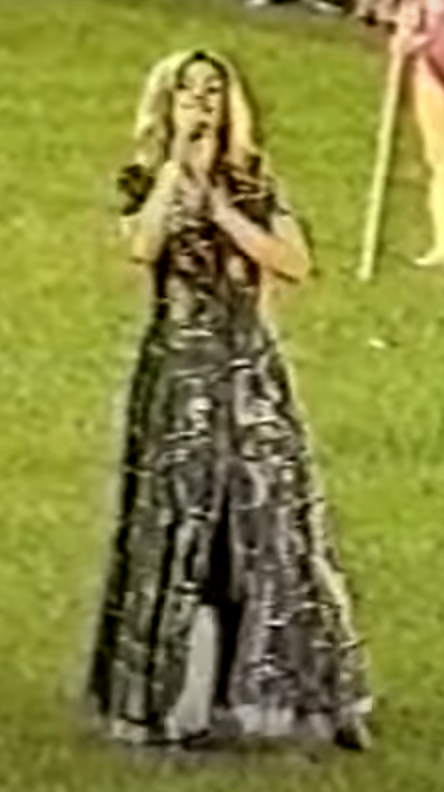
Тетяна Піскарьова
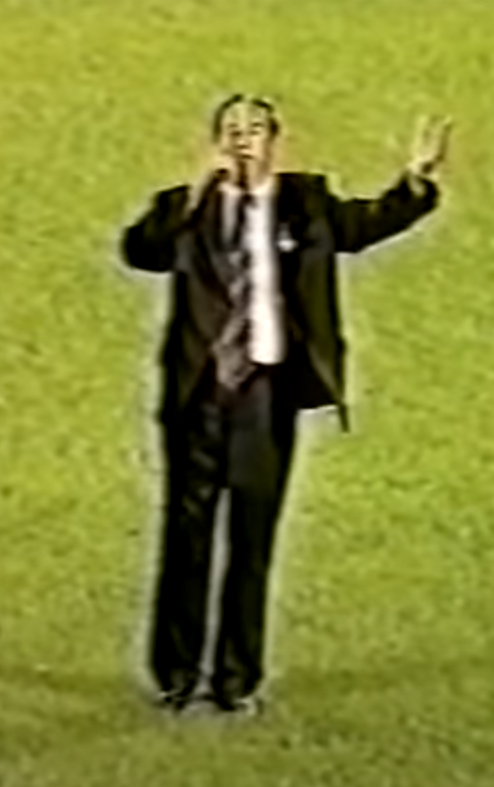
Олександр Скоцеляс

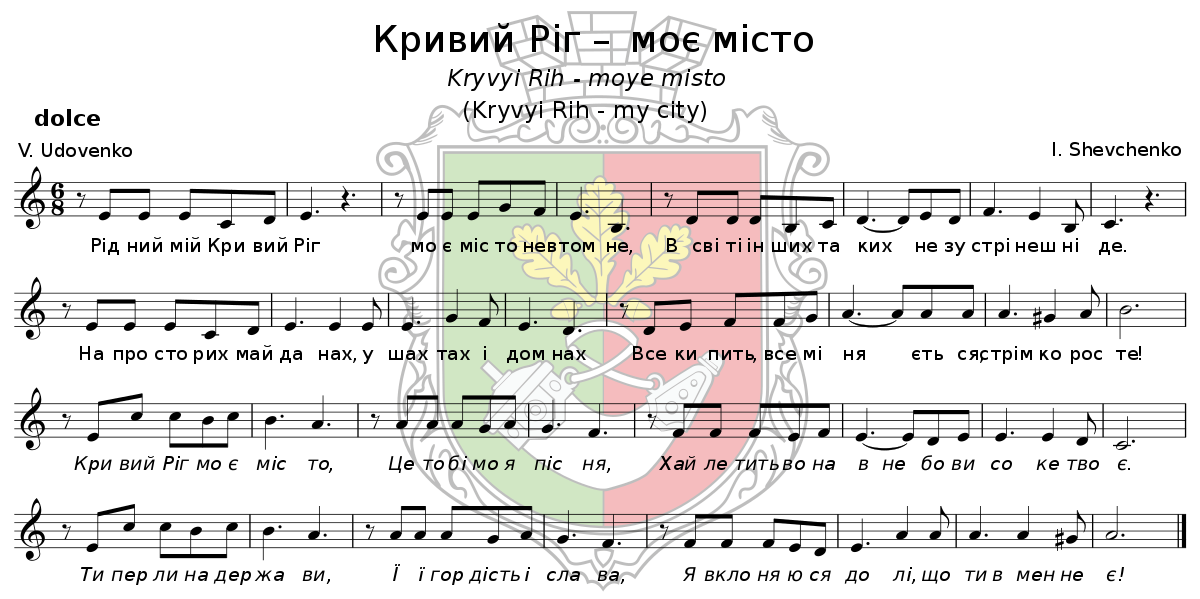
Ноти мелодії "Криворізького вальсу"

У 2002 році вальс був затверджений як офіційний гімн міста, авторів гімну було нагороджено нагрудними знаками «За заслуги перед містом» III ступеню. 

Час створення «Криворізького вальсу» був одним з найважливіших періодів у житті Ірини Шевченко. Пізніше вона зазначить:
«Вважаю, я зуміла відійти від формату пісні, сягнути у масштабність. Вийшло щось на межі різних жанрів — надто ліричне, інтимне й монументальніше за просто пісню».

— Ірина Шевченко 

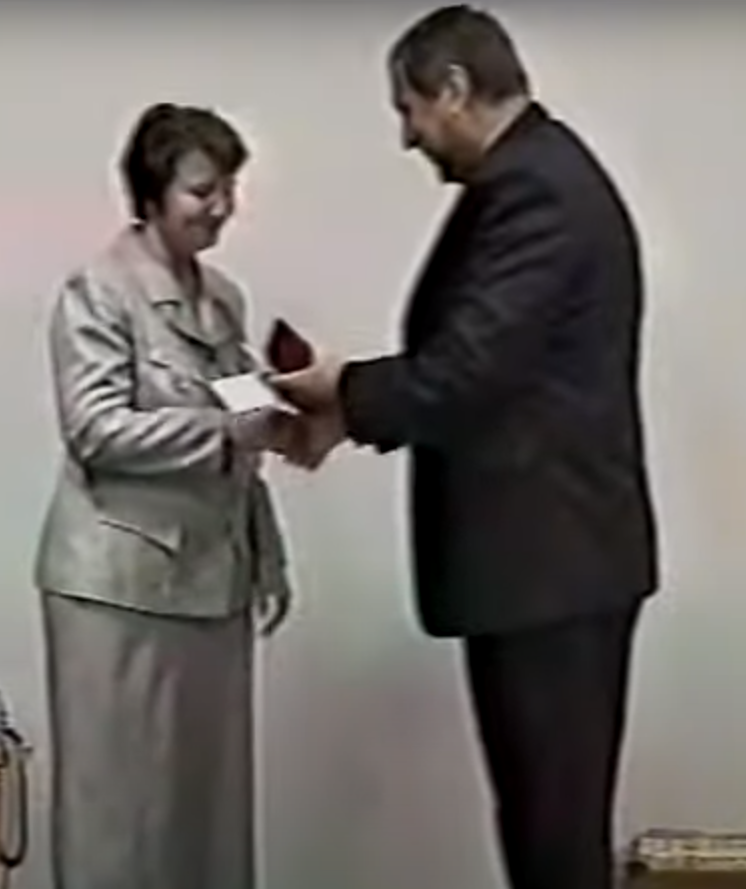
Ірина Вікторівна з Юрієм Любоненко
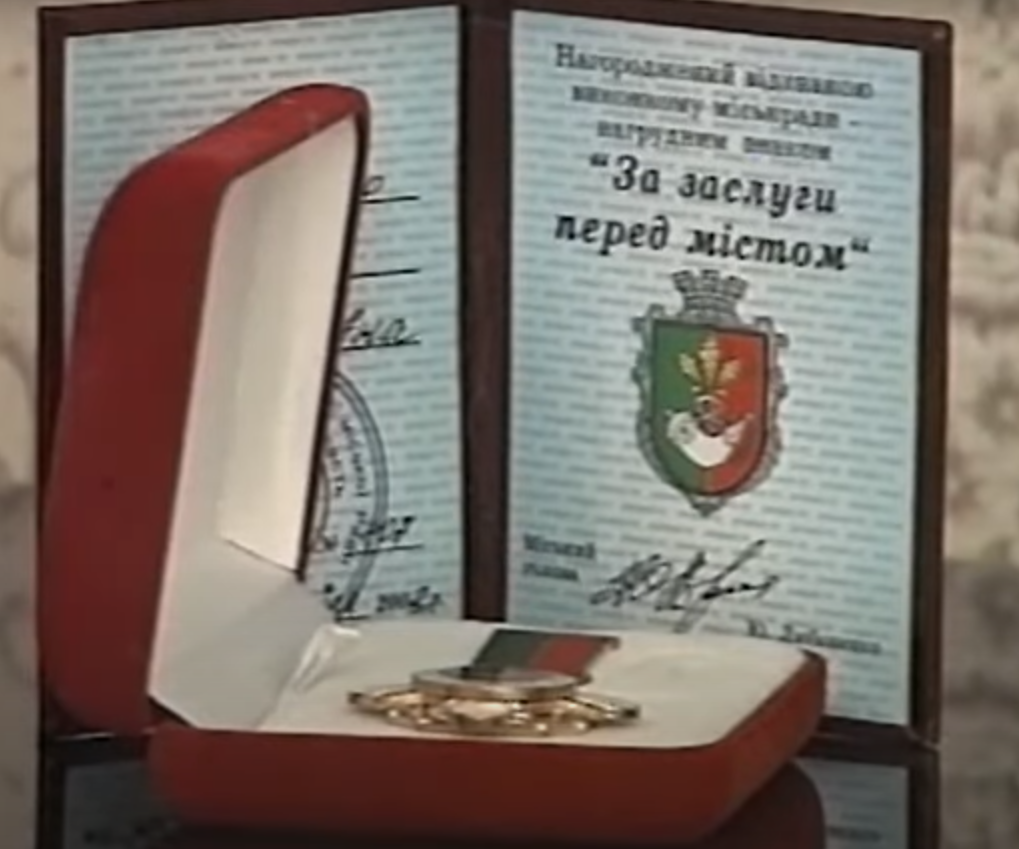
Нагрудний знак "За заслуги перед містом III степені"

У 2020 році з нагоди 20-ліття створення "Криворізького вальсу" було створено інструментальну обробку «Криворізького вальсу» для бандури бандуристом-аматором Арсенієм Яновичем..